# Emil.RuleZ!
Az Emil.RuleZ! magyar alternatív jazz együttes. A tagok a zenekar megalakulását a kilencvenes évek közepére teszik. A zenekarra általánosságban jellemző a humor; tetten érhető számaikban, zenéjükben, weboldalukon, lemezborítóikon, koncertjeiken egyaránt.

## Története
Sok koncertet adtak, de a nagyobb nyilvánosság előtt a Zazie az ágyban című szerzeményükkel mutatkoztak be az EstFM 98.6 rádióállomáson. A dal slágerré vált, első lemezük, a 2001-ben megjelent Zazie az ágyban pedig aranylemez lett 2004-ben. A címadó dal kiadásra került a rádióadó egyik maxi CD-jén, a Stars On 98.6-on is. 2001-ben léptek fel először a Sziget Fesztiválon. A következő, 2003-ban megjelent album a Hisztis címet kapta (a rajta szereplő Rabolónő szám eredeti címe után, ami Hisztys volt). A két album között egy maxi, a Hello.tourist! jelent meg. Az együttes szerezte a Boldog Születésnapot! című film zenéjét, valamint egyik daluk szerepelt a Magyar vándorban is – mindkét filmben feltűntek kisebb szerepekben.
Több tagcsere is történt az évek folyamán: először Gergely Éva vokalista távozott a csapatból, helyette érkezett Gereben Zita, a zongorista Cseke Gábor utóda pedig Warnusz Zsuzsa lett. A legjelentősebb változás a zenekar életében az alapító tag, Verasztó Gyula távozása volt 2005-ben, helyette ma Kisvári Ferenc dobol a zenekarban.
Már az új tagok közreműködésével jelent meg zanga!zanga című lemezük 2005-ben.
Az Emil.RuleZ! minden 2005-ig megjelent kiadványát a Twelvetones Records adta ki, és mind aranylemez lett.
Hét év szünet után 2012-ben jelent meg a Gyere át! című lemez, amely már az Universal gondozásában jelent meg.

## Tagok
- Hajós András (Winkler): ének, zongora, gitárok, szintetizátor
- Hegyi György (Eldée): basszusgitár, gitár és vokál
- Verasztó Gyula (Jules) (2005. március 16-áig): dobok, ütőhangszerek, dobprogramok
  - Kisvári Ferenc: dobok, ütőhangszerek, dobprogramok
  - Gereben Zita: vokál
  - Fekete-Kovács Kornél: trombita, szárnykürt
  - Bruzsa „Bab” Gábor: gitár, vokál
  - Warnusz Zsuzsa: billentyűs hangszerek, vokál

## Közreműködők a koncerteken
- Kisvári Ferenc: dobok, ütőhangszerek, dobprogramok
- Gereben Zita: vokál
- Fekete-Kovács Kornél: trombita, szárnykürt
- Bruzsa „Bab” Gábor: gitár, vokál
- Warnusz Zsuzsa: billentyűs hangszerek, vokál

## Diszkográfia

### Albumok
- 2001 – Zazie az ágyban
- 2003 – Hisztis
- 2005 – zanga!zanga
- 2012 – Gyere át!

### Kislemezek
- 2002 – Hello.Tourist!
- 2008 – Ebola Cola (online terjesztésű)

### Filmzenék
- 2003 – Boldog Születésnapot! – teljes filmzene (főcímdal: Zsebeibe zsé)
- 2004 – Magyar vándor – filmzene (Karaván c. dal)